# Scythropiidae
De Scythropiidae zijn een familie van vlinders uit de superfamilie Yponomeutoidea. Deze familie telt 1 geslacht met 1 soort. De positie van het geslacht Scythropia is al lang onduidelijk. Verschillende auteurs, waaronder Friese (1960), Moriuti (1977) en Heppner (1998) plaatsten het in de familie koolmotten (Plutellidae). Kyrki plaatste het geslacht in 1990 als monotypische onderfamilie in de familie stippelmotten (Yponomeutidae). In 2013 waardeerden Sohn et al. op basis van fylogenetisch werk de status op tot die van familie, waarbij ze opmerkten dat het taxon volgens hen vooral nauw verwant was met de venstermineermotten (Bedelliidae), en veel minder met de Yponomeutidae.

## Soorten
- Geslacht Scythropia Hübner, 1825[3]
  - Scythropia crataegella (Linnaeus, 1767) - Doornspinnertje